# Junior Eurovision Song Contest 2017

Deltagande länder
Länder som deltagit tidigare år men inte 2017

Junior Eurovision Song Contest 2017 var den femtonde upplagan av musiktävlingen Junior Eurovision Song Contest som anordnades i Georgiens huvudstad Tbilisi. Detta efter landets vinst 2016, då Mariam Mamadasjvili kammade hem tävlingen med sitt bidrag "Mzeo".
Tävlingen vanns av Polina Bogusevitj, som tävlade för Ryssland, och hennes låt "Wings". Andra och tredje plats gick till Georgien och Australien, respektive.

## Arrangemanget

### Värdlandet

Arenan, Olympic Palace, i Tbilisi.

Efter landets vinst 2016 uttryckte det statliga TV-bolaget i Georgien, GPB, sitt intresse över att få stå som arrangörer 2017. Enligt tävlingens regelverk tilldelas per automatik det vinnande landet inte rätten att få arrangera tävlingen året därpå. Inför årets upplaga lät därför EBU, den Europeiska Radio- och TV-unionen, ta emot ansökningar från städer som kunde tänka sig att stå som arrangörer. Den 1 februari stod det klart att GPB och Georgien tilldelats värdskapet för första gången i tävlingens historia, trots två ytterligare vinster utöver 2016, nämligen 2008 och 2011.

### Plats
Ursprungligen meddelade GPB den 26 februari att Tbilisi, Georgiens huvudstad, tilldelats värdskapet, samt att Tbilisi Sports Palace, med plats för cirka 11 000 åskådare, valts till värdarena. När deltagarlistan presenterades den 9 augusti valde dock GPB att gå ut med att arenan Olympic Palace, även den i Tbilisi, kommer att agera värdarena för tävlingen, då denna anses mer passande för tävlingsformatet. Arenan hyser cirka 4 000 åskådare.

## Format

### Grafisk design

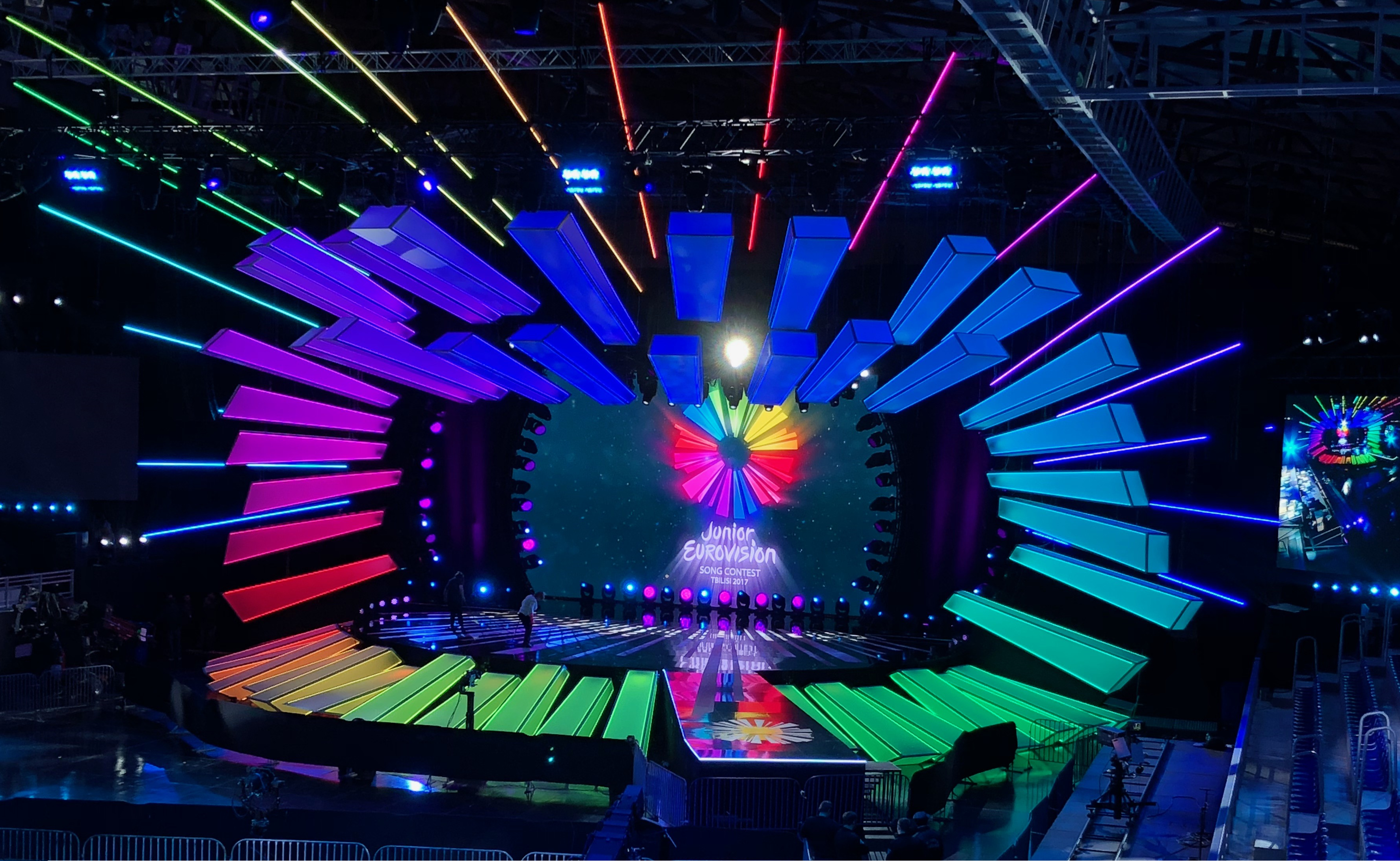
Scenen som byggdes specifikt för tävlingen.

Under samma presskonferens där regeländringarna presenterades offentliggjordes tävlingens officiella slogan och logo. Shine Bright (Ljus starkt) presenterades som årets tagline, och meningen var att hylla den artistiska potentialen och kreativa driften hos de unga deltagarna. Logotypen, som föreställer en sol i regnbågens färger, är tänkt att stärka varje deltagare och inspirera dem, och är även en symbol för Georgien och dess kultur.

### Ändringar

#### Omröstningen
Samtidigt som deltagarlistan presenterades den 9 augusti presenterade EBU en helt ny förändring angående röstningssystemet. Likt föregående år har varje land en jurygrupp som delar ut 1-8, 10 och 12 poäng till sina tio favoritbidrag. Folkets röster kommer att för första gången i tävlingens historia bestå av online-röster. Från och med fredagen den 24 november till och med söndagen den 26 november klockan 15:59, det vill säga en minut innan sändning, har de som vill möjlighet att rösta på sina favoriter. Under tävlingen öppnas online-röstningen åter efter att det sista bidraget framförts på scen. Tittarna har då 15 minuter på sig att rösta på sina favoritbidrag igen. Rösterna som lagts under showen slås därefter samman med rösterna som lagts före showen och bildar så småningom tittarnas slutresultat. Rösterna konverteras till poäng och fördelas procentuellt mellan bidragen och slås därefter samman med jurygruppernas poäng för att bilda slutresultatet som korar vinnaren, ungefär som i den svenska uttagningen till Eurovision Song Contest, Melodifestivalen. Detta system innebär att tittarna åter får möjlighet att rösta på sina bidrag, något som mellan 2003 och 2015 var möjligt genom telefon- och SMS-röstning. EBU lät också meddela att ytterligare detaljer kring det nya systemet kommer att presenteras i takt med att tävlingen närmar sig.

#### Tävlingsbidragen
Två ändringar i regelverket presenterades under en presskonferens i Kiev, under det pågående Eurovision Song Contest 2017, den 12 maj.:
- Länder där man inte talar engelska som modersmål tillåts numera skicka bidrag med upp till 40 % engelskspråkig text, till skillnad mot 25 % som tidigare tilläts.
- Sex stämmor körsång tillåts i bakgrundsmusiken för ökad flexibilitet, till skillnad från de tidigare fem. Solosången framförs live som vanligt.

### Programledarna

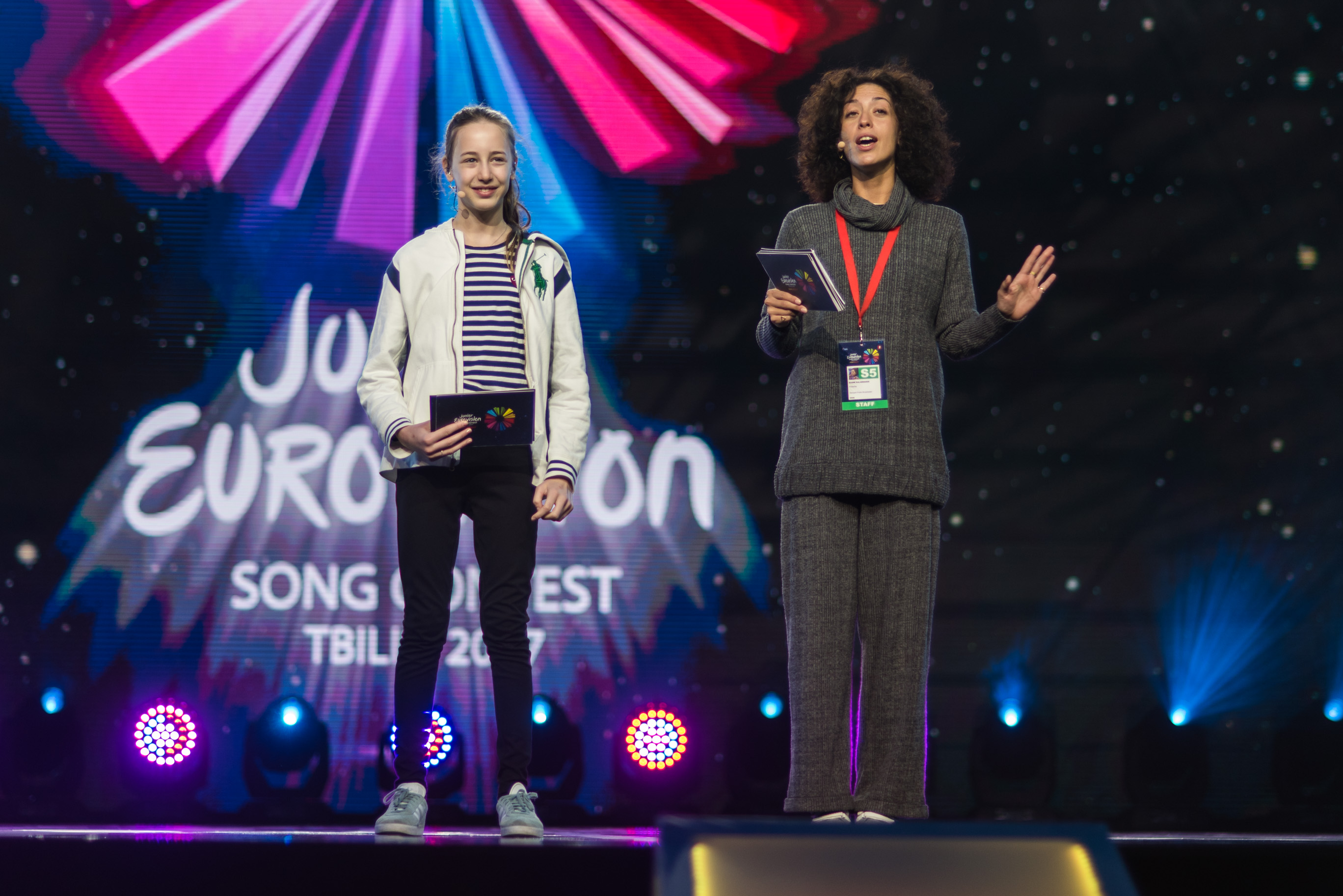
Lizi Japaridze och Helen Kalandadze under ett genrep.

Den 4 oktober 2017 presenterades Lizi Japaridze (även känd som Lizi Pop), Georgiens representant i Junior Eurovision Song Contest 2014, och Helen Kalandadze, en av bakgrundssångarna under Georgiens bidrag i Eurovision Song Contest 2010, som programledare för tävlingen. Japaridze kommer tillsammans med Ioana Ivan, som programledde Junior Eurovision Song Contest 2006, vara en av de yngsta programledarna i tävlingens historia då hon är endast 13 år gammal.

## Deltagande länder
Den 9 augusti 2017 stod det klart att 16 länder anmält sig till årets upplaga av tävlingen. Portugal, vinnaren av Eurovision Song Contest 2017, gör comeback efter nio års frånvaro, medan Bulgarien drar tillbaka sitt deltagande. En artikel från 1 september på tävlingens officiella hemsida antyder dock att fler länder kan komma att bekräfta deltagande inom den närmsta tiden, men måste göra det före delegationsmötet i oktober. Israel hann aldrig bekräfta deltagande innan den slutgiltiga deltagarlistan stod klar.

### Andra länder

#### Länder med aktivt medlemskap i EBU
- Bulgarien – Den 23 maj 2017 bekräftade Bulgarian National Television (BNT) deltagande i tävlingen,[12] men drog in denna bekräftelse i väntan på valet av en ny generaldirektör. TV-bolaget meddelade att man skulle komma med ett nytt besked, angående tävlan, efter att den nya generaldirektören tagit sin plats.[13] Deltagarlistan, som presenterades den 9 augusti samma år, inkluderade dock inte Bulgarien som en av de tävlande nationerna,[14] och till slut stod det klart att landet inte ställer upp[15], trots att möjligheten fanns att landet ändå skulle kunna göra det.[10]
- Danmark – Både DR och TV 2 meddelade den 26 maj att de inte avsåg att delta i tävlingen, och lät även tillägga att det är osannolikt att landet någonsin återkommer.[16] Danmark deltog senast 2005.
- Israel – Landets nationella TV-bolag, IBA, stängdes under året och ersattes av det nya IPBC. I och med detta förlorade landet sitt EBU-medlemskap[17], men lyckades förhandla fram ett avtal med EBU, den Europeiska radio- och TV-unionen, som skulle möjliggöra för den nya kanalen att medverka i EBU-arrangerade evenemang, som Junior Eurovision Song Contest, trots medlemskapsavsaknad, i väntan på att kanalens ansökan om aktivt medlemskap skulle gå igenom.[18] Israel fanns dock ej med på listan över deltagande länder som presenterades den 9 augusti.[6]
- Kroatien – Hrvatska radiotelevizija (HRT) lät under våren 2017 meddela att man såg över möjligheten att eventuellt återvända till tävlingen. Deltagarlistan, som presenterades den 9 augusti samma år, inkluderade dock inte Kroatien som en av de tävlande nationerna.[14]
- Storbritannien – Independent Television (ITV) meddelade den 25 maj 2017 att en comeback inte var aktuell, trots tidigare speulationer om just detta, i och med TV-bolagets produktion av The Voice Kids Storbritannien.[19] Varken BBC, Channel 4 eller walesiska S4C, som också är medlemmar i EBU, hade uttryckt sig i frågan om ett eventuellt deltagande.[20] Storbritannien inkluderades dock inte på deltagarlistan som presenterades den 9 augusti 2017.[14]
- Ungern – Den 17 juli 2017 meddelade det ungerska TV-bolaget, MTVA, att ett beslut om ett eventuellt deltagande skulle fattas i juli månad.[21] TV-bolaget meddelade den 25 juli att man skulle komma att avstå från att tävla.[22]
- Österrike – Det österrikiska TV-bolaget, ORF, meddelade den 31 maj 2017 att landet inte skulle debutera i årets tävling, och lät dessutom tillägga att någon debut de närmaste åren inte är planerad.[23]

Följande länders TV-bolag avböjde inbjudan till tävlingen utan några större förklaringar:

- Belgien – VRT[24]
- Estland – ERR[25]
- Finland – YLE[26]
- Island – RÚV[27]
- Lettland – LTV[28]
- Litauen – LRT[29]
- Moldavien – TRM[30]
- Schweiz – RSI[31]
- Slovenien – RTV SLO[32]
- Spanien – TVE[33]
- Sverige – SVT[34]

### Irlands bidrag
Finalen av den irländska finalen, som spelades in i förväg, kommer att äga rum den 19 november, men redan den 12 november läcktes information om att Muireann McDonnell vunnit uttagningen med sitt bidrag "Súile Glasa". Detta då Spotifylistan med de deltagande bidragen, inklusive det irländska, släpptes för tidigt.

## Resultat
| Nr | Land          | Artist                         | Bidrag                                      | Språk                  | Plac. | Poäng |
| -- | ------------- | ------------------------------ | ------------------------------------------- | ---------------------- | ----- | ----- |
| 1  | Cypern        | Nicole Nicolaou                | "I Wanna Be A Star"                         | grekiska, engelska     | 16    | 45    |
| 2  | Polen         | Alicja Rega                    | "Mój dom"                                   | polska                 | 8     | 138   |
| 3  | Nederländerna | Fource                         | "Love Me"                                   | nederländska, engelska | 4     | 156   |
| 4  | Armenien      | Misha                          | "Boomerang"                                 | armeniska, engelska    | 6     | 148   |
| 5  | Vitryssland   | Helena Meraai                  | "I Am The One"                              | ryska                  | 5     | 149   |
| 6  | Portugal      | Mariana Venâncio               | "Youtuber"                                  | portugisiska           | 14    | 54    |
| 7  | Irland        | Muireann McDonnell             | "Súile Glasa"                               | iriska                 | 15    | 54    |
| 8  | Makedonien    | Mina Blažev                    | "Dancing Through Life"                      | makedonska, engelska   | 12    | 69    |
| 9  | Georgien      | Grigol Kipshidze               | "Voice of the Heart"                        | georgiska              | 2     | 185   |
| 10 | Albanien      | Ana Kodra                      | "Don't Touch My Tree (Mos Ma Prekni Pemën)" | albanska, engelska     | 13    | 67    |
| 11 | Ukraina       | Anastasia Bahinska             | "Don't Stop"                                | ukrainska, engelska    | 7     | 147   |
| 12 | Malta         | Gianluca Cilia                 | "Dawra Tond"                                | maltesiska, engelska   | 9     | 107   |
| 13 | Ryssland      | Polina Bogusevitj              | "Wings"                                     | ryska, engelska        | 1     | 188   |
| 14 | Serbien       | Irina Brodić och Jana Paunović | "Ceo svet je naš" (Цео свет је наш)         | serbiska               | 10    | 92    |
| 15 | Australien    | Isabella Clarke                | "Speak Up"                                  | engelska               | 3     | 172   |
| 16 | Italien       | Maria Iside Fiore              | "Scelgo (My Choice)"                        | italienska, engelska   | 11    | 86    |

## Poängtabeller
Varje lands jurygrupp läste sina poäng först, följt av poängen från onlineröstningen i storleksordning, ungefär som i Melodifestivalen.
| 1  | Georgien      | 143 | Nederländerna | 112 |
| 2  | Ryssland      | 122 | Malta         | 81  |
| 3  | Australien    | 93  | Australien    | 79  |
| 4  | Armenien      | 92  | Vitryssland   | 69  |
| 5  | Vitryssland   | 80  | Ukraina       | 67  |
| 6  | Ukraina       | 80  | Ryssland      | 66  |
| 7  | Polen         | 77  | Polen         | 61  |
| 8  | Serbien       | 48  | Armenien      | 56  |
| 9  | Nederländerna | 44  | Italien       | 49  |
| 10 | Italien       | 37  | Portugal      | 45  |
| 11 | Albanien      | 32  | Serbien       | 44  |
| 12 | Makedonien    | 28  | Georgien      | 42  |
| 13 | Malta         | 26  | Irland        | 42  |
| 14 | Irland        | 12  | Makedonien    | 41  |
| 15 | Portugal      | 9   | Cypern        | 40  |
| 16 | Cypern        | 5   | Albanien      | 35  |

|   |                | Resultat |       |               |          |         |          |        |                |          |          |         |       |          |         |            |         |    |    |
| Σ | Onlineröstning | Cypern   | Polen | Nederländerna | Armenien | Belarus | Portugal | Irland | Nordmakedonien | Georgien | Albanien | Ukraina | Malta | Ryssland | Serbien | Australien | Italien |    |    |
| D | Cypern         | 45       | 40    |               | 2        |         | 1        |        |                | 2        |          |         |       |          |         |            |         |    |    |
| D | Polen          | 138      | 61    | 1             |          | 10      | 6        | 4      | 5              | 12       | 7        | 2       | 8     | 3        | 6       | 5          | 1       | 6  | 1  |
| D | Nederländerna  | 156      | 112   | 5             | 4        |         | 10       | 6      |                |          |          | 1       |       | 4        |         | 4          | 5       |    | 5  |
| D | Armenien       | 148      | 56    | 12            | 10       |         |          | 8      | 8              |          | 2        | 10      | 10    | 10       | 7       | 10         | 2       | 3  |    |
| D | Vitryssland    | 149      | 69    | 6             | 5        | 2       | 7        |        | 10             | 1        | 5        | 5       | 5     | 2        | 12      | 8          | 4       | 8  |    |
| D | Portugal       | 54       | 45    |               |          |         | 2        |        |                |          |          | 4       |       |          |         |            |         |    | 3  |
| D | Irland         | 54       | 42    |               |          |         |          |        | 3              |          |          |         | 3     | 1        |         | 1          |         |    | 4  |
| D | Makedonien     | 69       | 41    |               | 1        | 3       | 3        | 1      | 1              | 4        |          |         | 6     |          | 5       |            | 3       | 1  |    |
| D | Georgien       | 185      | 42    | 3             | 12       | 7       | 12       | 12     | 7              | 10       | 10       |         | 12    | 12       | 10      | 12         | 8       | 10 | 6  |
| D | Albanien       | 67       | 35    | 8             |          |         |          |        |                | 7        | 3        |         |       |          |         | 2          |         | 4  | 8  |
| D | Ukraina        | 147      | 67    | 7             | 6        | 5       | 8        | 5      | 4              | 3        | 6        | 8       | 2     |          | 4       | 3          | 12      | 7  |    |
| D | Malta          | 107      | 81    |               |          | 6       |          | 2      |                |          | 1        |         |       |          |         |            |         | 5  | 12 |
| D | Ryssland       | 188      | 66    | 10            | 8        | 8       | 4        | 10     | 12             | 5        | 12       | 12      | 7     | 5        | 8       |            | 7       | 12 | 2  |
| D | Serbien        | 92       | 44    |               | 3        | 4       |          |        | 2              | 6        | 8        | 3       | 4     | 7        | 2       |            |         | 2  | 7  |
| D | Australien     | 172      | 79    | 2             | 7        | 12      | 5        | 7      | 6              | 8        | 4        | 7       | 1     | 8        | 3       | 7          | 6       |    | 10 |
| D | Italien        | 86       | 49    | 4             |          | 1       |          | 3      |                |          |          | 6       |       | 6        | 1       | 6          | 10      |    |    |

## Kommentatorer och röstavlämnare

### Kommentatorer

#### Deltagande länder
- Albanien – Andri Xhahu[38] (RTSH)
- Armenien – Gohar Gasparyan (ARMTV)
- Australien – Grace Koh, Pip Rasmussen och Tim Mathews[39] (SBS)
- Cypern – Kyriacos Pastides (CyBC)
- Georgien – Demetre Ergemlidze (GPB)
- Irland – Eoghan McDermott (TG4)
- Italien – Laura Carusino och Mario Acampa[40] (RAI)
- Makedonien – Eli Tanaskovska (MKTV)
- Malta – Ingen kommentator (PBS)
- Nederländerna – Jan Smit (AVROTROS)
- Polen – Artur Orzech (TVP)
- Portugal – Hélder Reis[41] (RTP)
- Ryssland – Lipa Teterich (RTR)
- Serbien – Olga Kapor och Tamara Petković[42] (RTS)
- Ukraina – Timur Miroshnychenko[43] (NTU)
- Vitryssland – Jevgenij Perlin[44] (BTRC)

#### Ej deltagande länder
- Israel – Ingen kommentator (KAN)[45]
- Kazakstan – Okänd kommentator (Channel 31)[46]
- Storbritannien – Ewan Spence, Lisa-Jayne Lewis (Radio Six och Fun Kids)

### Röstavlämnare
- Albanien – Sabjana Rizvanu
- Armenien – Lilit Tokhatyan
- Australien – Liam Clarke
- Cypern – Maria Christophorou[47]
- Georgien – Lizi Tavberidze[48] (representerade Georgien 2015 med gruppen The Virus)
- Irland – Walter McCabe
- Italien – Sofia Bartoli[49]
- Makedonien – Kjara Blažev[50]
- Malta – Mariam Andghuladze[51]
- Nederländerna – Thijs Schlimback[52]
- Polen – Dominika
- Portugal – Duarte Valença
- Ryssland – Tonya Volodina
- Serbien – Mina Grujić
- Ukraina – Sofia Rol[53] (representerade Ukraina 2016)
- Vitryssland – Saba Karazanasjvili[54]

## Album
Junior Eurovision Song Contest 2017: Tbilisi är ett samlingsalbum ihopsatt av EBU som gavs ut i november 2017. Albumet innehåller alla låtar från 2017 års tävling.
| Nr           | Titel                                     | Artist                                 | Längd |
| ------------ | ----------------------------------------- | -------------------------------------- | ----- |
| 1.           | Don't Touch My Tree (Mos ma prekni pemën) | Ana Kodra (Albanien)                   | 3:01  |
| 2.           | Boomerang                                 | Misha (Armenien)                       | 2:58  |
| 3.           | Speak Up                                  | Isabella Clarke (Australien)           | 2:57  |
| 4.           | I Am the One                              | Helena Meraai (Vitryssland)            | 3:01  |
| 5.           | I Wanna Be a Star                         | Nicole Nicolaou (Cypern)               | 3:01  |
| 6.           | Voice of the Heart                        | Grigol Kipshidze (Georgien)            | 3:01  |
| 7.           | Súile glasa                               | Muireann McDonnell (Irland)            | 2:57  |
| 8.           | Scelgo (My Choice)                        | Maria Iside Fiore (Italien)            | 2:54  |
| 9.           | Dancing Through Life                      | Mina Blažev (Makedonien)               | 3:01  |
| 10.          | Dawra tond                                | Gianluca Cilia (Malta)                 | 2:41  |
| 11.          | Love Me                                   | Fource (Nederländerna)                 | 3:02  |
| 12.          | Mój dom                                   | Alicja Rega (Polen)                    | 3:00  |
| 13.          | Youtuber                                  | Mariana Venâncio (Portugal)            | 2:58  |
| 14.          | Ceo svet je naš                           | Irina Brodić & Jana Paunović (Serbien) | 2:47  |
| 15.          | Wings                                     | Polina Bogusevich (Ryssland)           | 2:54  |
| 16.          | Don't Stop                                | Anastasiya Baginska (Ukraina)          | 2:58  |
| Total längd: | Total längd:                              | Total längd:                           | 47:11 |